# Албиано д'Ивреа
Албиа̀но д'Иврѐа (на италиански: Albiano d'Ivrea; на пиемонтски: Albian, Албиан) е село и община в Метрополен град Торино, регион Пиемонт, Северна Италия. Разположено е на 230 m надморска височина. Към 1 януари 2023 г. населението на общината е 1628 души, от които 95 са чужди граждани.

## География, административно деление и население
Албиано д'Ивреа се намира на десния бряг на канал Борго, на вътрешния склон на мореновия релеф „Ла Сера ди Ивреа“, в района на Пиемонт на име Канавезе, в североизточната част на Метрополен град Торино.
Селото граничи със следните 7 общини: Адзельо и неговия административен район Форначе, Палацо Канавезе, Каравино, Боленго,  Пивероне, Вестиние (административен район Тина) и Ивреа.
Селото отстои на 44 км от град Торино и на 111 км от град Милано.
Територията е покрита от гъста мрежа от канали, които я правят доста плодородна, и има разнообразен геометричен профил с едва видими разлики в надморската височина.
Обитаемата зона се издига на склоновете на хълм, доминиран от Епископския замък, и има исторически център с криволичещи тесни улици.
Заедно с Боленго, Буроло и Киаверано селото е част от Хълмистата общност на ла Сера (Unione collinare della Serra), създадена на 31 август 2011 г.
Сред 95-те чужди граждани на територията му към 1 януари 2023 г. преобладават тези на Румъния (62 души). В него не живеят български граждани.

## Топоним
Наименованието на селото се появява за пръв път през 1094 г. като Albiano („земя на Албиус“ от лат.). То е свързано с римското благородническo име Albius, срещано на няколко пъти и в други райони на Пиемонт. Според други хипотези наименованието произлиза от „alb“, което на галски означава „високо място“, или от albus (на лат. „бял“) от близките заснежени върхове, или от древната римска фамилия Albia, на която е било васална територия и при която е построено Старото кметство.

## История
Албиано възниква още през римско време край древния римски път Епоредия (Ивреа) –Верчели, част от римския път на Галиите. Император Ото I го дава на 9 юли 1000 г. като феод на епископите-графове на Ивреа, на които принадлежи дълго време.
Албиано е била територия, защитена от църковно отлъчване. Може би това е причината да се отложи създаването на свободната комуна с няколко века. Има два стари общински устава с важно историческо и правно значение: от втората половина на 1300 г. и от 1429 г.
През Средновековието е център на многобройни битки между Верчели и Ивреа, следвайки съдбата на последната през следващите векове.

## Икономика
Основният сектор е производството на зърнени култури, пшеница, фураж, бобови култури, зеленчуци, грозде и други плодове, и отглеждането на домашни птици, свине, говеда, кози и коне. Вторичният икономически сектор се състои от малки компании в секторите: машиностроене, текстил, производство на мебели, хранителни продукти (особено млечни), строителство, металургия. Третичният сектор се състои от дистрибуторска мрежа, както и от всички услуги, вкл. и банкиране.

## Забележителности

### Градска архитектура

#### Епископски замък
Замъкът (на итал. Castello Vescovile) е построен е вероятно върху останките на древна римска вила. През 1326 г. епископът на Ивреа го дава на принц Филип I Савойски–Ахая, но поради войните в Канавезе през 1361 г. замъкът се връща обратно под негова власт.
Той е реставриран в нач. на 16 век от епископ Бонифаций Фереро, който го преотстъпва на 17 май 1518 г. на епископа на Верчели Августин Фереро. Замъкът е разрушен повторно през Гражданската война от 1641 г., след което е възстановен в сегашния си вид.
През 1841 г. в замъка отсяда херцогът на Генуа Фердинанд Савойски.
Епископите на Иврейската епархия установяват лятната си резиденция там и до днес епископът на Ивреа носи титлата „Граф на Албиано“. Почетният епископ на Ивреа монсеньор Луиджи Бетази пребивава в замъка за постоянно от 1999 г., където живеят и някои семейства, съставляващи Общността на замъка.

#### Ричето – укрепен заслон
Ричето (на итал. Ricetto) е сбор от двуетажни къщички по стръмния склон в подножието на замъка, с приземен етаж, служещ за изба. Пред и зад тях се изкачва калдаръмена улица, която води до замъка. Между редицата къщи се виждат т. нар. „ритани“, служещи за вентилация, оттичане на дъждовната вода и авариен пешеходен път. Стаите на първия етаж на къщите са с варелни сводове или с дървени балкони, с външни дървени ложи; тези помещения, служат за складове за съхранение на хранителни продукти, особено на пшеница и вино, а също и за убежище на хората в случай на опасност. Вътре в ричетите все още има кладенец с изворна вода. В долната част е имало ледено помещение за съхранение на месо. Целият комплекс е защитен от дълбок ров, с кула и въжен мост за достъп отдолу и с дебела стена с патрулни пътеки навсякъде. Най-вероятно е имало и подземен проход, който се е изкачвал до замъка от Пиаца дел Бало.
Първият заслон е от 1243 г. Той е по-нагоре, вътре в стените на замъка. Впоследствие епископът в акт от 5 януари 1363 г. дава малък парцел на всяко желаещо семейство, при условието че то ще изгради укрепената градска стена, ще осигури поддръжката на рововете и дежурството.
Цялата площ на ричети образува неправилен квадрат от около 80 метра от всяка страна. Много партиди са с площ от само 3 x 5 м., а на днешната карта има около 130. Вероятно първоначално са били над 150, така че, тъй като това са двуетажни сгради, вероятно семействата на ползвателите са били повече от 300.

#### Фермерски постройки
На територията на общината има около 20 фермерски постройки от началото на 20 век, най-известната сред които е ферма Лонгория (на итал. Cascina Longoria). Няколко от тях са били собственост на болницата на Ивреа благодарение на дарения на благодетели от Албиано за създаване на безплатни легла за пациенти от селото. След това те са дадени на частни лица.

### Религиозна архитектура

#### Енорийска църква „Св. Мартин“
Енорийската църква (на итал. Chiesa Parrocchiale di San Martino) е разположена в центъра на селото и е построена между 1775 и 1780 г. върху останките на вече съществуваща църква. Посветена е на епископа на Тур Свети Мартин, който минава по тези места през 4 век. Някога тя е била епископска енория, управлявана директно от епископа чрез един от неговите наместници. Назначаването на енорийския свещеник винаги е било отговорност на епископа на Ивреа.
Църквата е дело на кралския архитект Франческо Мартинес – правнук на великия Филипо Ювара.
Камбанарията ѝ е с поне шест века по-стара. Църквата има две часовникови фасади и пет камбани (максимумът, разрешен от Наполеоновите укази). За хората от Албиано звукът на камбаните, следващ много сложен, но добре известен ритуал, в миналото е давал най-важните известия, свързани с часовете на църковните функции, Аве Мария, обяда, учебните часове, бедствията и т.н.

#### Светилище „Мадона на Кроза“
Светилището (на итал. Santuario della Madonna della Crosa) е фина барокова църква с псевдоелипсовиден свод. Построена е от жителите на квартал Кроза в съперничество с останалите жители на селото и против желанието на тогавашния пастор. Запазени са красива икона и гравиран дървен портал. За да сигнализира за опасност от градушка и лошо време, от църквата на Кроза е биела камбана.

## Събития

### Исторически карнавал на Албиано д'Ивреа
Карнавалът в Албиано е пряко свързан с този в град Ивреа. Той започва в деня на Богоявление с традиционните групи на Свирките и барабаните, последвани от факелни шествия, танци, парадни шествия и панаир, и битки с портокали.
Традицията е вдъхновена от въстанията срещу тиранията на Райнхард – граф на Биандрате (1194 г.) и Вилхелм VII – маркграф на Монферат (1290), властващи над Албиано. Легендите гласят, че току-що сгодената Виолета – красивата дъщеря на мелничар от Албиано, убила тиранина в правото му на първа брачна нощ с нея. Това довело до народно въстание, което разрушило замъка.
Преди Наполеоновата окупация Карнавалът на Ивреа се провежда отделно във всеки квартал, чиито граници съответстват на тези на всяка градска енория. Албиано е второто седалище на епископа на Ивреа по онова време и е епископска енория, управлявана директно от епископа на Ивреа чрез наместник. От съображения за сигурност и обществен ред Наполеон обединява кварталните карнавали в един, изпращайки свой генерал с офицери на кон, които да наблюдават събитието. Според устната традиция в древни времена чак до XIX век делегация на Иврейския карнавал вероятно се е срещала с някои членове на Карнавалната общност на Албиано на територията на Торе Балфредо близо до границата между двете общини, за да дадат началото на карнавала.

#### Основни карнавални персонажи
Карнавалът напомня за народното въстание срещу тиранията, а главната роля в него е поверена на героинята Виолета, Мелничарска дъщеря. В Ивреа тя се появява през 1858 г., а в Албиано е открита нейна снимка от 1890 г. и вероятно тази жена е била такава още през 1880 г. В Албиано ролята е поверена на неомъжена жена за разлика от Ивреа, понеже се смята, че Виолета е оставила Албиано неомъжена, за да се омъжи в Ивреа.
До нея стоят Генералът и Генералният щаб в наполеонови униформи.
Около тях са Пажовете на Виолета, Абà – деца-представители на различните квартали, Жените – носещи провизии, деца пажове, мъже и жени в костюми.
Битката за портокалите е с участието на Групата на портокалохвъргачите „Ариете“ (на бълг.: Овен), която координира битката на стотиците пешаци, които се бият с „войниците“ на 4 каруци.

### Други събития
- Панаир на каплина (Feira d'la Caplina; букв. на пиемонтски: сламена шапка) и Нощ на ароматите (Notte degli aromi) 
Панаирът е най-старият в Албиано, на повече от 40 г. Към него през 2006 г. се прибавя и Нощта на ароматите. Събитието се провежда през уикенда на месеците май или юни: гастрономия и музика сред ричетите и по улиците на града, гостилница в Епископския замък, изложба на стари занаяти и панаир „La Ca'Grande“ на пл. Оливети, занаятчийски сергии и др.
- Патронен празник
Той е в чест на Св. Мартин, епископ на Тур и се провежда всяка година на 11 ноември, с голям панаир на традиционни продукти, танци и игри.

## Култура

### Музеи, библиотеки, театри и кина
- Общинска библиотека, от 1970 г., със свободен достъп, от вторник до петък, с 2500 тома;[18]
- Музей на Къща Порфидо (Casa Porfido[19]), традиционна къща, отворена от понеделник до петък с предварително записване за групи от мин. 15 души
- Местен музей на селската култура и традиции „Капки спомени“ (Museo locale di tradizione e cultura contadina “Gocce di Memoria”)
- Кина и театри – в град Ивреа, на 7 км.

### Религиозни центрове
- Католическа eнорийска църква „Св. епископ Мартин“ (Chiesa parrocchiale di S. Martino vescovo)
- Католическо светилище „Мадоната на Кроза“ (Santuario della Madonna della Crosa)
- Бивша католическа църква / братство „Св. Марта“ (Confraternita di Santa Marta)
- Католически параклис „Св. Рох и Св. Себастиян“ (Cappella di San Rocco e San Sebastiano). Използван като параклис за местната болница през 17 век, той се намира на пътя, водещ към град Ивреа и е особено различим по помпеанския червен цвят на външните му стени, преплетен с пиластри и корнизи от охра.[20]
- Католически параклис „Пресвета Троица“ (Cappella della Santissima Trinità)
- Католически параклис „Св. Мария на милосърдието“ (Cappella di Santa Maria delle Grazie)[21]

### Образование
В селото има едно държавно начално училище (от 1-ви до 5-и клас вкл.). Най-близките гимназии са в град Ивреа.

## Транспорт
- Първостепенен междуградски път SS n. 228 на езерото Вивероне, на 5 км от селото
- Магистрала Ивреа-Сантия А4/5, изход за Албиано, на 2 км
- ЖП гарите са в град Ивреа на 9 км, разположена на линията Кивасо-Аоста, и в градчето Страмбино на 13 км
- Летище Торино Казеле, за национални и международни полети – на 52 км и Летище Милано Малпенса, за директни междуконтинентални полети – на 95 км
- Пристанище Генуа – на 169 км
- Автобусни линии на Джи Ти Ти n. 151 Косано – Каравино – Ивреа, n. 154 Сан Бернардо – Ивреа – Албиано и n. 546 Албиано – Вестиние; автобусна линия на Садем 002 Ивреа – Милано.[23]

## Спорт
- Група за аматьорско колоездене „Фуори онда байк“ (Team Fuori Onda Bike[24])
- Асоциация за аматьорски футбол „Порфидо“ (A.S.D. Porfido), създадена през 1968 г. с раждането на Спортния съюз на Албиано
- Група за спортен риболов
- Ловна асоциация
- Група за игра на петанк
- Игрално поле Албиано

## Побратимени градове
- Рио дос Седрос, Бразилия (2008)

## Известни личности, родени в Албиано д'Ивреа
- Карло Бордо (* 4 октомври 1841 † ?) – италиански музикален издател и органист
- Дионизио Бора (* 1885 † 1972) – епископ, поет. Преподава в Семинарията и в гимназиите в Ивреа. Епископ на Посано от 1943 г., пенсионира се заради лошо здраве и поема днес несъществуващата епархия Зеугма на Сирия (в дн. Турция). Оставя множество съчинения и ценна колекция от лирически сонети Viassone.[25]
- Еторе Бора (* 1893 † 1972) – генерал авиатор. Той е пионер на италианската авиация на австро-унгарския фронт по време на Първата световна война, участва във военни операции, отличава се със способности и смелост, които му спечелват блестяща кариера в Синята армия. Ръководи летището в Атина и впоследствие – това в Милано Малпенса и накрая минава в запаса. От 1958 до 1967 г. е кмет на Албиано д'Ивреа.[25]